# Парк Трудової слави (втрачений)
Парк-пам’ятка садово-паркового мистецтва «Парк Трудової слави» (втрачений) був оголошений  рішенням Запорізького облвиконкому №315 від 25.09.1984 року у м. Запоріжжя. Площа – 10 га.
24 грудня 2002 року Запорізька обласна рада ухвалила рішення №12 «Про внесення змін  і доповнень до  природно-заповідного фонду області», яким було ліквідовано 41 об’єкт ПЗФ. 
Скасування статусу відбулось незаконно, із зазначенням сумнівної причини «не відповідає  класифікації території ПЗФ України».

## Світлини

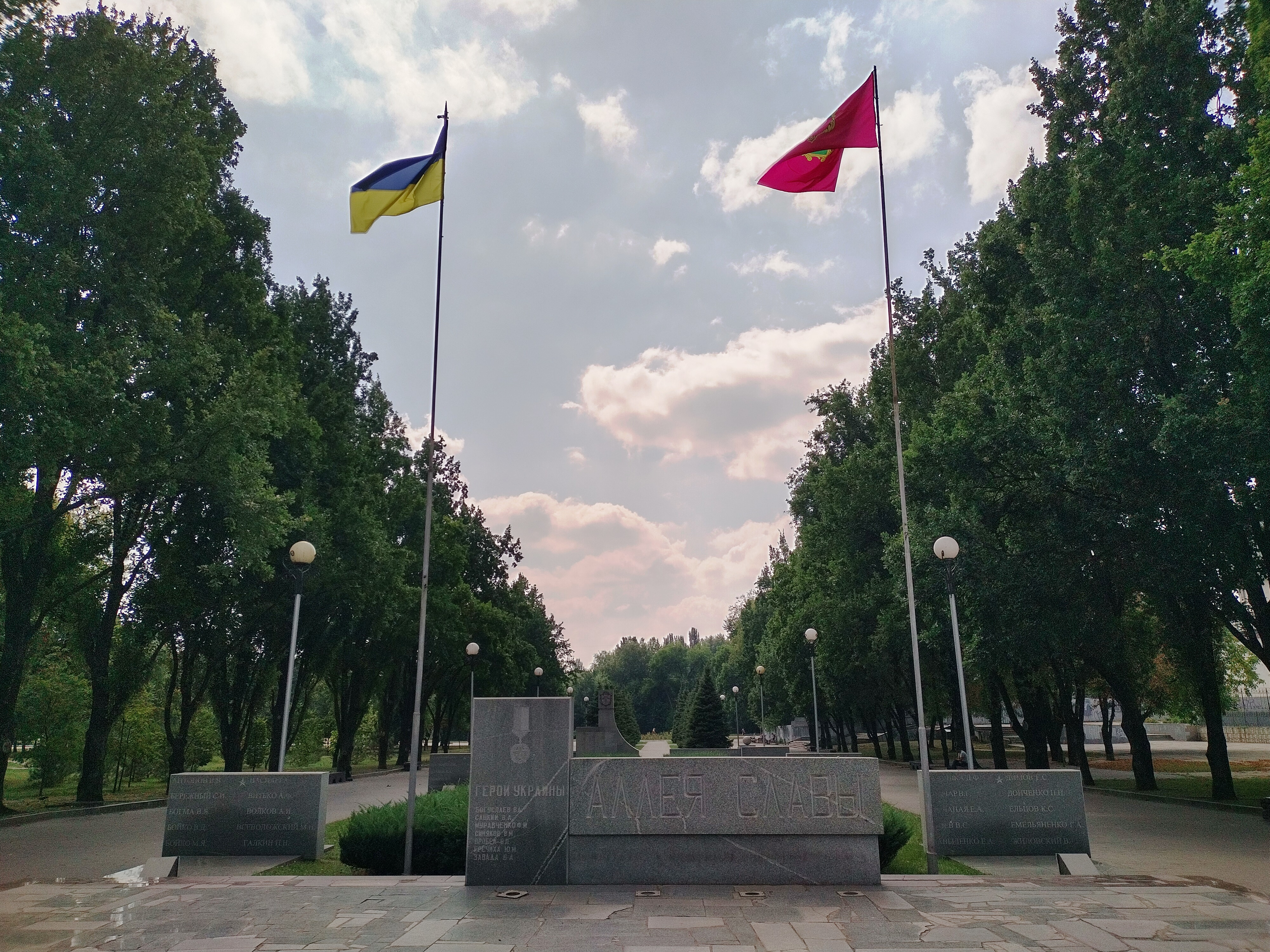
Алея Слави
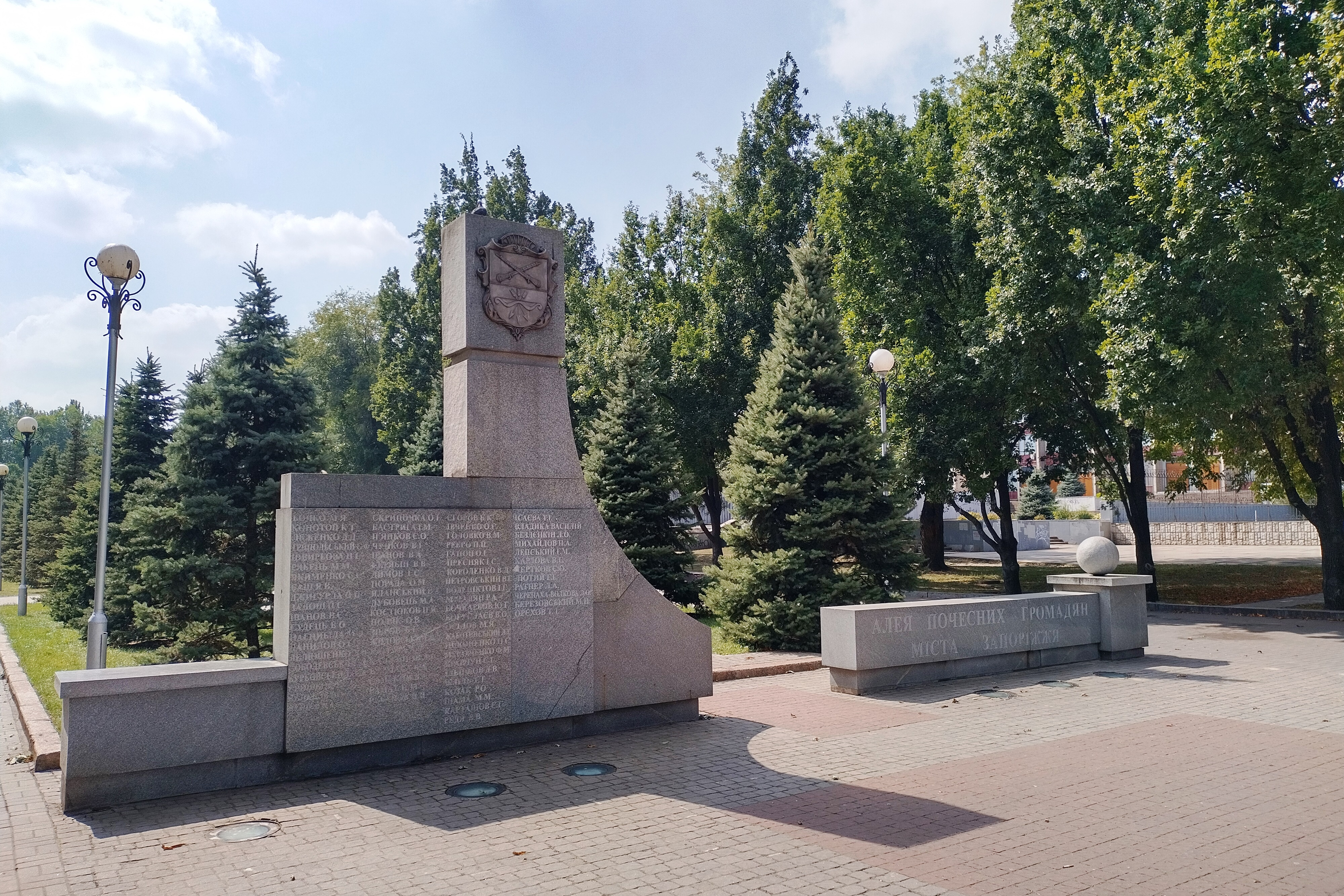
Пам'ятник воїнам загиблим в Афганістані та локальних війнах за кордоном
Пам'ятник Яківу ПункінуПам'ятник Яківу Пункіну